# Morinda pumila
Morinda pumila är en måreväxtart som beskrevs av William Grant Craib. Morinda pumila ingår i släktet Morinda och familjen måreväxter. Inga underarter finns listade i Catalogue of Life.